# Грозненская нефть
Нефтяное и Торговое акционерное общество «Грозненская нефть» было основано в 1914 году. Общество арендовало богатейшие нефтеносные участки в Новогрозненском районе города Грозного: грозненский нефтяной район. В финансировании нефтяной компании принимали участие Петроградский частный коммерческий и Воронежский коммерческий банки.

## История
Выходы нефти на поверхность земли на Северном Кавказе были замечены задолго до начала промышленного освоения нефтяных месторождений на склонах сравнительно невысоких Терского и Сунженского хребтов. Издавна местные жители собирали тут нефть, которая использовалась для хозяйственных нужд, лечебных и военных целей. Нефтью смазывали оси подвод, лечили людей и животных, её сжигали в светильниках и т. д.
В XIX веке на Грозненском хребте была найдена целая группа месторождений. Нефть добывали из колодцев не более двух аршин в глубину, откуда её просто вычерпывали ведром. Технология добычи не менялась долгое время. С 1833 по 1860 годы таким способом освоили примерно 140 тысяч пудов нефти.
Николай Шипов в своей книге «История моей жизни» писал:
В это время объявлены были торги на казённые нефтяные колодцы, находящиеся в горах близ крепости Грозной. Сухоруков пожелал снять эти колодцы и поручил мне сначала съездить на торги в Ставрополь, а потом на самые колодцы и заняться нефтяным делом. Это было в начале 1836 года. Для своей лавки я нанял приказчика и его, вместе с моею женою, оставил торговать, а сам отправился исполнять приказания Сухорукова.

На торгах нефтяные колодцы остались за Сухоруковым, и я поехал в Грозную крепость; здесь принял от полковника колодцы, распорядился с рабочими по переливке нефти из колодцев в бочки и приказал отправить её в склад на станцию Наур, куда чрез несколько времени прибыл и я, для следования с нефтью на ярмарки — в Моздок, Екатериноград и Егорьевск. На этих трёх ярмарках мною продано было нефти довольно много и выгодно. После того я возвратился в Пятигорск с отчётом Сухорукову, который остался мною доволен и просил меня найти мастера для выгонки из чёрной нефти белой. Мастер скоро отыскался, и он принялся за дело при нефтяном складе в станице Наур.
Несмотря на то, что датой начала промышленной разработки Грозненских нефтяных промыслов принято считать октябрь 1893 года (спустя несколько месяцев после того, как Грозный был связан железной дорогой с другими промышленными центрами страны), российский и иностранный капитал потянулся к нефтяным месторождениям региона с началом XX века. В Грозном утвердились крупнейшие мировые нефтяные тресты: «Standard Oil», «Роял Датч Шелл транспорт», «Русская генеральная нефтяная корпорация», «Товарищество нефтяного производства братьев Нобель». Грозненский нефтяной район становится частью транснациональных корпораций. Акционерное общество связывало вокруг себя большую группу бакинских нефтяных компаний: «Лианозова сыновей», «Леон Манташев и Ко», «Арамазд», «Аргун», «Бензонавт», «Сунжа», «Нимруд», «Бр. П. и Ш. Цатуровы и К», «Бакинское нефтяное общество», «Грозненско-алдынское», которые начали свою работу в Новогрозненском районе в начале 1912 года. Устав Нефтепромышленного и торгового акционерного общества «Грозненская нефть» с основным капиталом в 3 000 000 руб. был утверждён 5 апреля 1914 года. Предприятиями Общества, по некоторым данным, ежегодно добывалось порядка 850 тысяч пудов (13,6 тысяч тонн). Правление компании и председатель общества находились в Санкт-Петербурге, в доме Глуховского (Невский проспект, 1). Чистая прибыль этого общества за 1916 год составила 3 724 824 руб., а в 1917 году ожидаемая прибыль составляла 6 742 700 руб.